# Canthidium nanum
Canthidium nanum är en skalbaggsart som beskrevs av Edgar von Harold 1867. Canthidium nanum ingår i släktet Canthidium och familjen bladhorningar. Inga underarter finns listade.